# Реплін-Осада
Реплін-Осада (пол. Rzeplin-Osada) — селище (осада) в Польщі, в Люблінському воєводстві Томашовського повіту, гміни Ульгувек. 
Населення — 214 осіб (2011).